# 14845 Hegel
14845 Hegel è un asteroide della fascia principale. Scoperto nel 1988, presenta un'orbita caratterizzata da un semiasse maggiore pari a 3,9508232 UA e da un'eccentricità di 0,2374146, inclinata di 4,90479° rispetto all'eclittica.